# Décès en juin 1982
Décès
- 1978
- 1979
- 1980
- 1981
- 1982
- 1983
- 1984
- 1985
- 1986

Pour une information complémentaire, voir la page d'aide.

| Date    | Nom              | Pays                   | Activités                              | Âge | Source |
| ------- | ---------------- | ---------------------- | -------------------------------------- | --- | ------ |
| 2 juin  | Willie Smith     | Drapeau du Royaume-Uni | Joueur de snooker britannique.         | 96  |        |
| 7 juin  | Evaristo Barrera | Drapeau de l'Argentine | Footballeur puis entraîneur argentin.` | 70  |        |
| 20 juin | Claude Latrou    | Drapeau de la France   | Footballeur puis entraîneur français.  | 48  |        |
| 28 juin | Vicente Morera   | Drapeau de l'Espagne   | Footballeur espagnol.                  | 63  |        |
| 29 juin | Henry King       | Drapeau des États-Unis | Réalisateur américain.                 | 96  |        |